# Semjon Aranovitj
Semjon Aranovitj (russisk: Семён Дави́дович Арано́вич) (født 23. juli 1934 i Derazjnja i Sovjetunionen, død 8. september 1996 i Hamborg i Tyskland) var en sovjetisk filminstruktør.

## Filmografi
- ...I drugije ofitsialnyje litsa (...И другие официальные лица, 1976)[1][2]
- Letnjaja pojezdka k morju (Летняя поездка к морю, 1978)
- Rafferti (Рафферти, 1980)
- Torpedonostsy (Торпедоносцы, 1983)
- Protivostojanije (Противостояние, 1985)
- God sobaki (Год собаки, 1994)